# 181 pr. n. št.

## Dogodki
- ustanovitev Akvileje.

## Smrti
- Ptolemaj V. Epifan, faraon Starega egipta (* 209 pr. n. št.)